# 마타키역
마타키역(일본어: 真滝駅)은 일본 이와테현 이치노세키시에 위치한 동일본 여객철도 오후나토 선의 철도역이다. 상대식 승강장 2면 2선의 구조를 갖춘 지상역이다.

## 타는 곳
| (역사 측) | ■ 오후나토 선 | 상행 | 이치노세키 방면 |
| (반대 측) | ■ 오후나토 선 | 하행 | 게센누마 방면   |

## 역 주변
- 국도 제284호선

## 역사
- 1925년 7월 26일 : 개업.
- 1986년 11월 1일 : 무인화.
- 1987년 4월 1일 : 일본국유철도 분할 민영화에 의해, 동일본 여객철도가 승계.
- 1998년 1월 : 현재 대합실의 공용을 개시.

## 인접 역
| 동일본 여객철도 오후나토 선 | 동일본 여객철도 오후나토 선 | 동일본 여객철도 오후나토 선 |
| --------------------------- | --------------------------- | --------------------------- |
| 이치노세키 이치노세키 방면  | ■ 오후나토 선               | 리쿠추칸자키 사카리 방면    |